# Den Muso

Den Muso (La Jeune fille) est un film du cinéaste malien Souleymane Cissé réalisé en 1975.

## Synopsis
Sékou est renvoyé de l'usine de cycles dirigée par Malamine Diaby parce qu'il a osé demander une augmentation. Il sort avec Ténin, une jeune fille muette, dont il ignore qu'elle est la fille de son ancien patron. Un jour de sortie entre jeunes, Sékou la viole. Ténin se trouve enceinte et subit la colère de ses parents. Elle est alors confrontée brutalement à la morale de sa famille et à la lâcheté de Sékou qui refuse de reconnaître l'enfant.

## Fiche technique
- Réalisateur : Souleymane Cissé
- Scénario : Souleymane Cissé
- Images : Souleymane Cissé, Abdoulaye Sidibé et Cheick Hamala Keïta
- Décors : Lamine Dolo
- Costumes : Yaya Konaté
- Montage : Andrée Davanture
- Musique : Wandé Kouyaté, les Ambassadeurs
- Producteur : Les Films Cissé
- Durée : 86 min.
- Date de sortie : 1978

## Distribution
- Dounamba Dany Coulibaly
- Fanta Diabaté
- Oumou Diarra
- Balla Moussa Keïta
- Ismaïla Sarr
- Mamadou Tarawelé
- Fanta Keïta
- Amadou Keïta
- Yaya Kouyaté

## Propos de Souleymane Cissé
J'ai voulu exposer le cas des nombreuses filles-mères rejetées de partout. J'ai voulu mon héroïne muette pour symboliser une évidence : chez nous, les femmes n'ont pas la parole